# Metropolia di Polyani e Kilkis

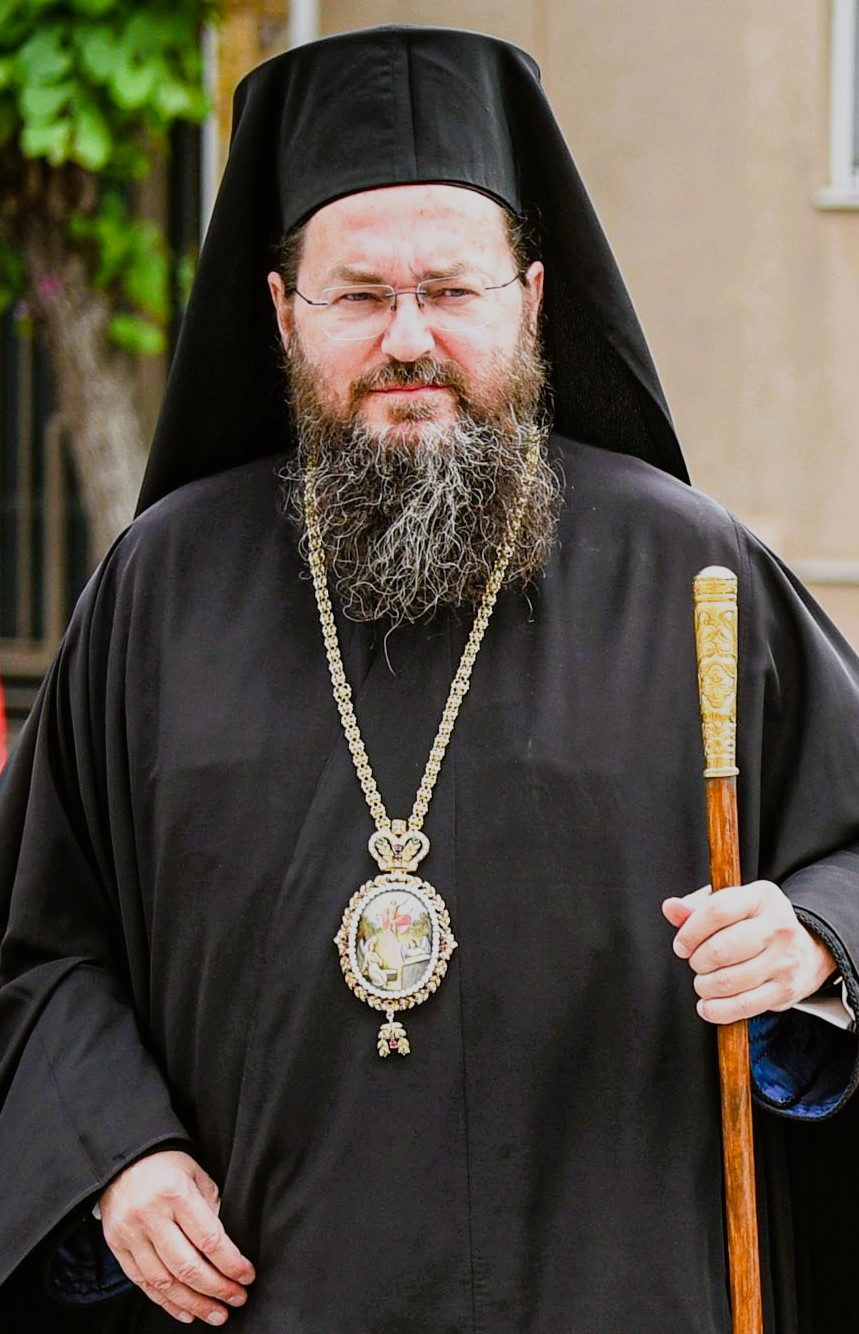
Bartolomeo, metropolita di Polyani e Kilkis dal 16 ottobre 2021.

La metropolia di Polyani e Kilkis (in greco Ιερά Μητρόπολις Πολυανής και Κιλκισίου?, Ierá Mitrópolīs Poluanis kai Kilkisiou) è una diocesi del Patriarcato ecumenico di Costantinopoli, pastoralmente affidata alla Chiesa di Grecia, con sede a Kilkis.
Dal 16 ottobre 2021 il metropolita è Bartolomeo, nato Antonio Triantafyllidis.

## Territorio
La metropolia comprende parte dell'unità periferica di Kilkis nella Macedonia Centrale.
Sede metropolitana è la città di Kilkis, dove si trova la cattedrale metropolitana della Trasfigurazione del Salvatore.
Dal punto di vista canonico, la metropolia fa parte del patriarcato ecumenico di Costantinopoli. Tuttavia, trovandosi in territorio greco, la gestione pastorale è affidata alle cure dell'arcivescovo di Atene e della Chiesa di Grecia.

## Storia
Nel territorio dell'odierna metropolia è esistita un'antica diocesi di epoca romano/bizantina, la diocesi di Dobero, attestata nel V secolo e scomparsa con le invasioni slave del VI secolo. A partire dal X e XI secolo sul medesimo territorio si sviluppò un'altra diocesi, nota con il doppio nome di "Bardariotes o dei Turchi" (Bardariotai Tourkoi), una diocesi creata per ex prigionieri ungheresi che erano stati collocati in questa regione dai Bizantini e che, convertitosi al cristianesimo, avevano ricevuto un proprio vescovo.
Nel XVI secolo sorse la diocesi di Polyani, suffraganea della metropolia di Salonicco, erede della diocesi "Bardariotes o dei Turchi". Il primo vescovo documentato è Cipriano, che sottoscrisse un atto sinodale del patriarca Geremia I di Costantinopoli nel 1541. La sede della diocesi era a Star Dojran (oggi nel comune di Dojran in Macedonia del Nord), la stessa località che fu sede dei vescovi di Dobero.
Nel 1913, in seguito alla definizione dei confini tra la Grecia e la Serbia, la diocesi si trovò divisa dal nuovo confine di stato. Poiché la sede episcopale si trovava ormai oltre confine, i vescovi trasferirono la sede a Kilkis.
Nel 1924 fu soppressa la provincia ecclesiastica di Salonicco, e la diocesi fu elevata al rango di metropolia.
Nell'ottobre del 1991 cedette una porzione di territorio a vantaggio dell'erezione della metropolia di Goumenissa, Axioupoli e Polykastro.

## Cronotassi
- Cipriano † (menzionato nel 1541)
- Euplo † (menzionato nel 1561)
- Macario † (menzionato nel 1565)
- Damasceno Studita † (menzionato nel 1574)
- Gerasimo † (menzionato nel 1579)
- Geremia † (? - 18 novembre 1618 eletto metropolita di Selimbria)
- Callinico † (? - 27 gennaio 1636 eletto metropolita di Salonicco)
- Macario † (1636 - 1649)
- Porfirio † (menzionato nel 1649)
- Anonimo † (menzionato nel 1684)
- Teoclito † (1725 - 1731)
- Ignazio † (? - novembre 1773 eletto metropolita di Neocesarea)
- Ieroteo † (menzionato nel 1790)
- Teodosio † (giugno 1793 - 1831 deceduto)
- Antimo † (dicembre 1831 - marzo 1848 eletto metropolita di Bodena)
- Melezio † (marzo 1848 - 1859 dimesso)[6]
- Geremia † (menzionato nel 1859)
- Giacomo † (12 agosto 1859 - ottobre 1859 dimesso)[7]
- Partenio † (29 ottobre 1859 - 20 settembre 1867 eletto metropolita di Niš e Pirot)
- Melezio † (25 novembre 1867 - 5 marzo 1879 eletto metropolita di Gerisso e della Santa Montagna) (per la seconda volta)
- Teoclito Papaioannou † (5 marzo 1879 - 27 settembre 1885 eletto vescovo di Petra)
- Gerasimo Pigas † (5 ottobre 1885 - 7 dicembre 1887 dimesso)
- Gioacchino Anastasiadis † (21 marzo 1888 - 16 luglio 1892 eletto metropolita di Strumica)
- Gioacchino Panagiotopoulos † (20 settembre 1892 - 20 marzo 1899 eletto vescovo di Metre e Atira)
- Partenio Golias † (20 marzo 1899 - 3 maggio 1907 eletto metropolita di Debar)
- Fozio Pagiotas † (1º luglio 1899 - 2 giugno 1928 deceduto)
- Cirillo Afentoulidis † (21 giugno 1928 - 5 novembre 1942 deceduto)
- Gioacchino Martianos † (5 dicembre 1942 - 10 dicembre 1945 eletto metropolita di Xanthi e Periteorio)
- Gioacchino Smyrniotis † (10 dicembre 1945 - 13 luglio 1974 deposto)
- Ambrogio Stamenas † (15 luglio 1974 - 10 settembre 1991 eletto metropolita di Paronasso)
- Apostolo Papaconstantinou † (10 settembre 1991 - 27 settembre 2009 deceduto)
- Emmanuele Sigalas † (12 ottobre 2009 - 1º marzo 2021 deceduto)
- Bartolomeo Triantafyllidis, dal 16 ottobre 2021